# Keban Agung II
Keban Agung II is een bestuurslaag in het regentschap Bengkulu Selatan van de provincie Bengkulu, Indonesië. Keban Agung II telt 575 inwoners (volkstelling 2010).